# Südamerikaspiele 2022/Turnen
Bei den Südamerikaspielen 2022 wurden zwischen dem 5. und 8. Oktober 2022 14 Bewerbe in der SND Arena in der paraguayischen Hauptstadt Asunción im Turnen ausgetragen.

## Medaillen Herren
| Kategorie             | Gold                                                                                             | Silber                                                                                      | Bronze                                                                                        |
| --------------------- | ------------------------------------------------------------------------------------------------ | ------------------------------------------------------------------------------------------- | --------------------------------------------------------------------------------------------- |
| Mannschafts-Mehrkampf | Francisco Barretto Júnior Lucas Bitencourt Yuri Guimarães Arthur Mariano Diogo Soares Caio Souza | Santiago Agostinelli Luca Alfieri Ivo Chiapponi Julián Jato Santiago Mayol Daniel Villafañe | Kristopher Bohórquez Jossimar Calvo Dilan Jiménez Andrés Martínez José Martínez Sergio Vargas |
| Mehrkampf             | Caio Souza                                                                                       | Lucas Bitencourt                                                                            | Jossimar Calvo                                                                                |
| Boden                 | Arthur Mariano                                                                                   | Jossimar Calvo                                                                              | Santiago Agostinelli                                                                          |
| Pauschenpferd         | Andrés Martínez                                                                                  | Santiago Mayol                                                                              | Adickxon Trejo                                                                                |
| Ringe                 | Daniel Villafañe                                                                                 | Kristopher Bohórquez                                                                        | Dilan Jiménez                                                                                 |
| Sprung                | Caio Souza                                                                                       | Daniel Villafañe                                                                            | Josué Armijo                                                                                  |
| Barren                | Jossimar Calvo                                                                                   | Caio Souza                                                                                  | Dilan Jiménez                                                                                 |
| Reck                  | Caio Souza                                                                                       | Joel Álvarez                                                                                | Diogo Soares                                                                                  |

## Medaillen Damen
| Kategorie             | Gold                                                                               | Silber                                                                                     | Bronze                                                                           |
| --------------------- | ---------------------------------------------------------------------------------- | ------------------------------------------------------------------------------------------ | -------------------------------------------------------------------------------- |
| Mannschafts-Mehrkampf | Christal Bezerra Thaís Fidélis Beatriz Lima Luisa Maia Carolyne Pedro Júlia Soares | Brisa Carraro Sira Macias Abigail Magistrati Leila Martínez Meline Mesropian Rocío Saucedo | Ginna Escobar Daira Lamadrid Juliana Ochoa Yiseth Valenzuela María José Villegas |
| Mehrkampf             | Júlia Soares                                                                       | Carolyne Pedro                                                                             | Brisa Carraro                                                                    |
| Sprung                | Makarena Pinto                                                                     | Hillary Heron                                                                              | Franchesca Santi                                                                 |
| Stufenbarren          | Carolyne Pedro                                                                     | Brisa Carraro                                                                              | Ginna Escobar                                                                    |
| Schwebebalken         | Júlia Soares                                                                       | Brisa Carraro                                                                              | Ana Mendez                                                                       |
| Boden                 | Júlia Soares                                                                       | Carolyne Pedro                                                                             | Hillary Heron                                                                    |

## Medaillenspiegel
Ausrichter 
| Platz | Land        | Gold | Silber | Bronze | Gesamt |
| ----- | ----------- | ---- | ------ | ------ | ------ |
| 1     | Brasilien   | 10   | 4      | 1      | 15     |
| 2     | Kolumbien   | 2    | 2      | 6      | 10     |
| 3     | Argentinien | 1    | 6      | 2      | 9      |
| 4     | Chile       | 1    | 1      | 2      | 4      |
| 5     | Panama      | 0    | 1      | 1      | 2      |
| 6     | Peru        | 0    | 0      | 1      | 1      |
| 6     | Venezuela   | 0    | 0      | 1      | 1      |
| Total | Total       | 14   | 14     | 14     | 42     |